# Tiquilia tuberculata
Tiquilia tuberculata är en strävbladig växtart som beskrevs av A. Richardson. Tiquilia tuberculata ingår i släktet Tiquilia och familjen strävbladiga växter. Inga underarter finns listade i Catalogue of Life.